# Spiro Dine
Spiro Risto Dine (Vithkuq, 1846 – Coriza, 12 aprile 1922) è stato un poeta e drammaturgo albanese. Il suo più grande lavoro è stato il libro Valët e Detit (Onde del mare).

## Biografia
Dine nacque nel 1846 a Vithkuq, vicino Coriza, all'epoca situata nell'Impero ottomano. Nel 1866, si trasferì in Egitto dove conobbe lo scrittore Thimi Mitko, anch'egli albanese, il quale fu aiutato proprio da Dine nel completamento della sua opera, Bleta Shqipëtare (L'ape albanese).
La più grande opera di Dine, Valët e Detit (Onde del mare), un saggio sulla storia e sulla letteratura albanese, fu pubblicata a Sofia nel 1908 e all'epoca era il più lungo libro pubblicato in lingua albanese. Spiro Dine scrisse anche poesie e satire.